# Achraf El Awadi
Pour les articles homonymes, voir Awadi.
 (janvier 2017).
Si vous disposez d'ouvrages ou d'articles de référence ou si vous connaissez des sites web de qualité traitant du thème abordé ici, merci de compléter l'article en donnant les références utiles à sa vérifiabilité et en les liant à la section « Notes et références ».
Ashraf El Awadi est un acteur de télévision et présentateur de programmes jordanien.

## Biographie
Il commence sa carrière à Télé-Jordanie, dans le programme des enfants Le temps du réjouit avec la journaliste Oroub Sabbah. Il termine ses études au Département des beaux-arts à l'Université de Yarmouk en 1994. Il a également participé à plusieurs séries jordaniennes. Il a aussi travaillé pour la chaîne Al Jazeera children's Channel diffusée au Qatar, jusqu'à ce qu'elle devienne JEEM TV.
Il sort diplômé de l'université Yarmouk en 1995, avec une spécialisation dans les Arts de la scène. Un an plus tard, il participe à l'émission Une heure de jeunesse en collaboration avec ses deux collègues Ayman Al Zyoud et Oroub Sabbah. Au sein de cette émission, il présente des sujets relatifs à la comédie. Le programme rencontre le succès chez les jeunes car il traite des sujets concernant leurs pensées et leurs espoirs. Puis il présente, avec sa collègue Oroub Sabbah, l'émission Le temps du réjouit destinée spécialement aux enfants. Cette émission obtient une renommée entre les enfants ainsi que les adultes.
Il a rejoint la chaîne Jazeera children en 2005, avant son lancement. Il y participe avec sa voix associée à un robot virtuel appelé (CLUB). Deux ans plus tard, il entre en tant que présentateur du programme ALLO-Bienvenu avec la poupée Anbar. Il s'agit d'un programme éducatif interactif qui dépend des appels que les enfants émettent. Peu de temps après, une nouvelle poupée est entrée au programme appelée Lahouh pour confirmer l'identité du programme. 
L'autre émission dans laquelle Achraf El Awadi a participé est la série Timor. Cette émission est réalisée par le cinéaste Jordanien Samer Jaber. Il s'agit d'une série éducative comique, dans laquelle est engagée une grande sélection d'artistes du monde Arabe. Cette série a eu un très grand nombre de vues dans tous les mondes arabe et européen.